# پونتاسیوه
پونتاسیوه (به ایتالیایی: Pontassieve) یک کومونه در ایتالیا است که در استان فلورانس واقع شده‌است.

## خصوصیات
پونتاسیوه ۱۱۴٫۴ کیلومترمربع مساحت و ۲۰٬۶۲۲ نفر جمعیت دارد و ۱۰۸ متر بالاتر از سطح دریا واقع شده‌است.

## خواهرخوانده
شهرهای زنیمو، سن-ژانی-لاوال، گریزهایم، تیفاریتی و بلم خواهرخوانده‌های پونتاسیوه هستند.